# Nippon Light Metal
Die Nippon Light Metal Holdings Company, Ltd. (日本軽金属ホールディングス株式会社, Nihon Keikinzoku Hōrudingusu Kabushiki Kaisha) ist eine japanische multinationale Industrieholding, die über ihre Tochtergesellschaften hauptsächlich in der Herstellung und dem Verkauf von Aluminium und chemischen Produkten tätig ist. Das Unternehmen ist an der Tokioter Börse notiert und Bestandteil des Nikkei 225.

## Geschichte
Im Jahr 1939 wurde die Nippon Light Metal Co. gemeinsam von Furukawa Electric und Tokyo Dento (einem der Vorgängerunternehmen der Tokyo Electric Power Company) und dem Unternehmer Furukawa Toranosuke gegründet, um mit der Aluminiumverhüttung zu beginnen. Im Jahr 2012 wurde die Nippon Light Metal Holdings Co., eine reine Holdinggesellschaft für Furukawa Electric, gegründet.
Heute ist das Unternehmen aufgeteilt in vier Geschäftssegmente:
- Das Segment Aluminium, Chemikalien und Metalle beschäftigt sich mit der Bereitstellung von Aluminiumoxid, Aluminiumhydroxid, verschiedenen Chemikalien, Aluminiumbarren, Aluminiumlegierungen und mehr.
- Das Segment Platten- und Strangpressprodukte beschäftigt sich mit der Bereitstellung von Aluminiumblechen und Aluminiumstrangpressprodukten.
- Das Segment Verarbeitete Produkte und damit verbundene Geschäftsbereiche beschäftigt sich mit der Bereitstellung von verarbeiteten Aluminiumprodukten, darunter elektronische Materialien, Industriekomponenten, landschaftsbezogene Produkte, Paneele für Gefrierschränke und Kühlschränke, transportbezogene Produkte und Kohlenstoffprodukte sowie mit der Informationsverarbeitung und Versicherungsagenturdiensten.
- Das Segment Folien- und Pulverprodukte beschäftigt sich mit der Bereitstellung von Folien- und Pulverprodukten.

Im Geschäftsjahr 24/25 beschäftigte das Unternehmen mehr als 12.000 Mitarbeiter.